# Tenedor de libros
Antiguamente, se llamaba tenedor de libros a la persona encargada de hacer en los libros los asientos necesarios al buen orden y claridad de las operaciones de una casa de comercio. Era una profesión equivalente a la actual de contador público o contable.

## Diferencia entre teneduría de libros y contabilidad
La teneduría de libros consiste en el registro de las operaciones en los libros de contabilidad. Es el proceso de tomar los valores consignados en los soportes contables (comprobantes) que sustentan la realización de los hechos económicos para y consignarlos en los diferentes libros de contabilidad, el diario, el mayor y los libros auxiliares.
En cambio la contabilidad es un concepto más amplio el cual se apoya en la teneduría de libros, el análisis y la interpretación de la información registrada en los libros de contabilidad y los estados financieros, información que ha sido posible generar gracias al arte de la teneduría de libros, pues a ella es que se debe el registrar los hechos económicos.
El tenedor de libros ―bajo control y supervisión del contador― se ocupa de:
- Recabar, registrar y clasificar las operaciones de empresa.
- Narrar en forma escrita los hechos contables.
- Ejecutar las tareas según los procedimientos preestablecidos.

En cambio el contable se encarga de:
- Analizar y valorar los resultados económicos.
- Agrupar y comparar resultados.
- Planificar y sintetizar los procedimientos a seguir.
- Controlar el cumplimiento de lo programado.

Con la aparición del software de contabilidad, la teneduría de libros se ha reducido en cuanto a su importancia, toda vez que la automatización es la encargada de hacer el registro en los libros para ser interpretada y analizada.